# De re publica
De re publica (traducido del Latín: La cosa pública, del pueblo) de Marco Tulio Cicerón es un tratado de filosofía política dividido en seis libros distintos.
La obra fue escrita entre el 55 a. C. y el 51 a. C. Y, como su modelo, La República de Platón, la obra se desarrolla en forma de diálogo (hipotético) en el 129 a. C. entre Escipión Emiliano, que moriría pocos días después, Lelio y otros personajes menores, en la villa suburbana del mismo Emiliano. La obra analiza las formas de gobierno y sus degeneraciones (de monarquía a tiranía, de aristocracia a oligarquía, de democracia a oclocracia y la vuelta a la monarquía). De los seis libros que la componían quedaron en manera completa solo los primeros, además de lo transmitido por otros autores, como Macrobio, Lactancio, Nonio y San Agustín. Se posee además fragmentos del tercer al quinto y la conclusión del sexto, que fueron descubiertos por el cardenal Angelo Mai en el 1819, en un palimpsesto vaticano bajo el comentario de San Agustín a los salmos 119-140 de David.

## La obra

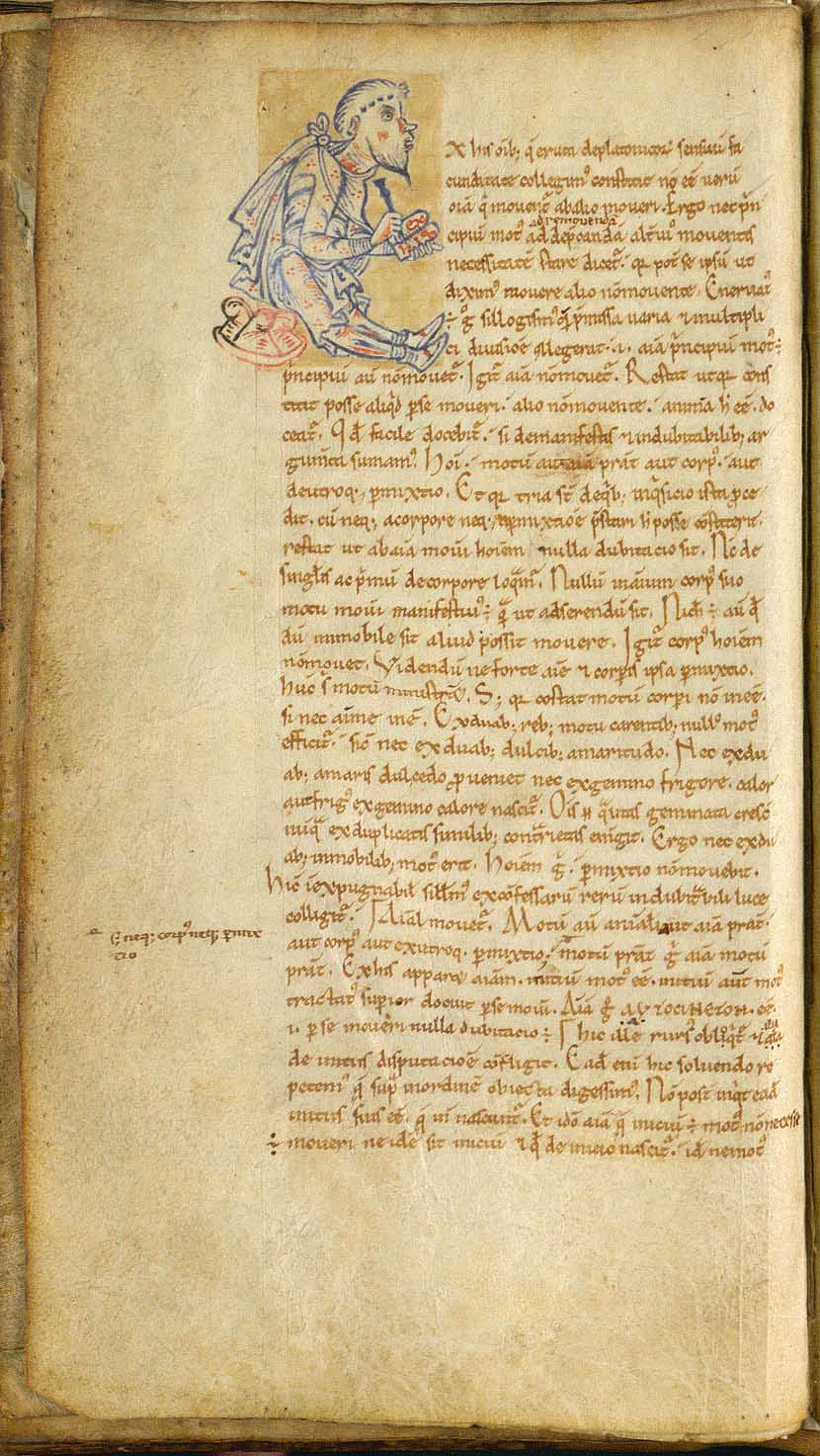
El manuscrito del Commentariorum in Somnium Scipionis de Macrobio

Partiendo del diálogo platónico, Cicerón, moviéndose en el ámbito del estoicismo de su formación filosófica, expone la teoría constitucional de la Roma antigua, estableciendo el nexo existente entre la moral de las costumbres políticas y las virtudes morales de los comportamientos individuales.
Cicerón introduce la discusión mostrando como, en su visión impregnada de estoicismo, los hombres no nacieron para un estudio puramente abstracto: la búsqueda de la verdad filosófica, él argumenta, no debería nunca prescindir de una concreta aplicación de ella, en una perspectiva que resulte útil a los grandes intereses de la filantropía y del amor por la patria.
Libro I
Se expone la doctrina aristotélica-polibiana de las tres formas de gobierno (monarquía, aristocracia, democracia), de sus respectivas degeneraciones (tiranía, oligarquía, oclocracia) y del necesario pasaje de una a la otra, evitables solo gracias a la estabilidad asegurada por la constitución mixta, que reconcilia en sí los elementos fundamentales de las tres formas de gobierno. Una constitución de ese tipo se había visto ya en la historia, como ya lo había indicado Polibio, en la república romana del siglo II a. C., que de hecho era un régimen aristocrático-oligárquico, a pesar de que los cónsules, el senado y los comitia podían reproducir al menos nominalmente las tres formas canónicas.
La exposición de Cicerón pretende mostrar los beneficios que derivan de conciliar la actitud contemplativa y separada de la filosofía, con la práctica de una vida plenamente activa y política, en consonancia con la visión utópica de Platón: «Feliz la nación en donde los filósofos son reyes y en donde los reyes son filosofos».
Se trata de una aclaración que, a sus ojos, resulta siempre más necesaria en cuanto más se considera la actitud de algunos filósofos que seguidores de la metafísica y las especulaciones abstractas, los lleva a afirmar que el verdadero filósofo no debe inmiscuirse en cuestiones de la vida pública.
Libro II
Cicerón ofrece una panorámica de la historia y de los desarrollos de la constitución romana. El da los mejores elogios de los reyes originarios y pone en evidencia las grandes ventajas de un sistema monárquico parecido a aquel, del cual se describe la gradual disolución. Para enfatizar la importancia y la oportunidad de un renacimiento de ese sistema, Cicerón pone el acento en todo los males y los desastres que se sucedieron sobre el estado romano en consecuencia de la sobrecarga de violencia y locura democrática, que continuó creciendo, en manera alarmante, su preponderancia. Cicerón, con una sagacidad que tiene origen de su experiencia personal política, se empuja a describir los trastornos que se abatirán sobre el estado romano, persistiendo un tal estado de cosas.
Libro III
Trata el tema de la justicia al interno del estado y en los relaciones internacionales. Cicerón cita el proverbio «La honestidad es la mejor regla de conducta» en todas las cuestiones, sean públicas o privadas. El diálogo se desarrolla entre Furio Filio y Cayo Lelio. El primero expresa su visión pesimista-realista según la cual los gobernantes promulgan leyes solo para propio beneficio; el otro afirma la visión optimista según la cual la ley positiva es una traducción en la práctica de la ley natural.
La disquisición que Cicerón cumple en este libro tuvo un comentador de calidad, San Agustín que dio su análisis en De Civitate Dei, III-21.
Libros IV y V
Están casi completamente perdidos, salvo pocos fragmentos. En los dos libros es trazada la figura del hombre de gobierno ideal, que Cicerón llama princeps ("primer ciudadano") o tutor et procurator rei publicae ("regente y gobernador del estado"), o con otros apelativos (moderator). No se trata de un anhelo de una reforma constitucional en sentido autoritario, sino de un modelo ideal de hombre político, que sepa sacrificar cada interés personal por el bien de la comunidad, asegurando (o más bien, restaurando) la estabilidad de la república senatorial, expresión de la clase dirigente.
Sexto y último libro
Cicerón se ocupa de mostrar como los hombres de estado que tengan la intención de perseguir el amor por la patria, la justicia y la filantropía, no deben únicamente atenerse a recibir, mientras vivan, la aprobación y el sostén moral de todos los buenos ciudadanos. A ellos espera, en la perspectiva de la eternidad, la gloria inmortal de una nueva forma de existencia. Para ilustrar este punto, Cicerón introduce la famosa imagen del Somnium Scipionis, que él utiliza para explicar, con inimitable elegancia y dignidad, las doctrinas platónicas sobre la inmortalidad del alma.
En este episodio Escipión Emiliano reevoca la aparición, en un sueño que tuvo tiempo atrás, del abuelo adoptivo Escipión el Africano, que desde el alto del cielo le habla de la pequeñez de la tierra y la consecuente futilidad de las cosas humanas, pero al mismo tiempo le revela la recompensa de eterna felicidad destinada en el más allá a las almas que en la tierra vivieron por el bien de la patria. Aquellos que se dejaron transportar por los placeres del cuerpo vagarán, una vez muertos, alrededor de la tierra para purificarse antes del subir al cielo.

## ElSomnium Scipionis
El pasaje del «Sueño de Escipión» fue por mucho tiempo la única parte conocida de esta obra que, desde la antigüedad, había circulado con el título autónomo de Somnium Scipionis. En época carolingia (s. IX) se publicó junto al comentario de Macrobio. Esto permitió que esta parte de la obra siguiera siendo leída mientras el resto cayó en el olvido y se consideró perdido, hasta que en 1819 el texto se recompuso parcialmente cuando se encontraron buena parte de los primeros dos primeros libros y fragmentos de los otros.

## Redescubrimiento
En 1822 el cardenal milanés Angelo Mai encontró bajo varios palimpsestos de la Biblioteca Ambrosiana el De republica de Cicerón además de fragmentos de otros autores antiguos.